# Aegognathus leuthneri
Aegognathus leuthneri es una especie de coleóptero de la familia Lucanidae. La especie fue descrita científicamente por Van de Poll en 1886.

## Subespecies
- Aegognathus leuthneri damasoi Arnaud, 2006
- Aegognathus leuthneri leuthneri Van de Poll, 1886

## Distribución geográfica
Habita en Perú, Ecuador y Colombia.